# Port Campbell
Port Campbell ist eine Küstenstadt im Südwesten Victorias, Australien, 285 Kilometer von Melbourne entfernt. Der Ort liegt an der touristisch bedeutsamen Great Ocean Road westlich der Twelve Apostles zwischen Warrnambool und Lavers Hill. 2016 hatte Port Campbell eine Bevölkerung von 267 Menschen.

## Geschichte
Die Stadt wurde in den 1870er Jahren besiedelt, und der erste Hafen im Jahr 1880 erbaut. Das Port Campbell Post Office öffnete am 19. März 1874 und wurde 1881 in Port Campbell West umbenannt, da ein neues Port Campbell Office in der Nähe des Hafens eröffnet wurde.

## Tourismus
Der Ort hat für die Touristen Bedeutung, die die Twelve Apostles und den Port-Campbell-Nationalpark besuchen. Weitere nahe gelegene Naturschönheiten, die von den Besuchern aufgesucht werden, sind die London Bridge, Loch Ard Gorge und The Gibson Steps. 
In Port Campbell gibt es Restaurants und Cafés mit Blick auf den Strand, ferner Bäckereien, Geschäfte, Galerien und Übernachtungsmöglichkeiten.